# The Fifty-Fifty Girl
The Fifty-Fifty Girl é um filme de comédia mudo produzido nos Estados Unidos e lançado em 1928. É atualmente considerado um filme perdido.